# Halacarus actenos
Halacarus actenos är en kvalsterart som beskrevs av Édouard Louis Trouessart 1889. Halacarus actenos ingår i släktet Halacarus och familjen Halacaridae. Inga underarter finns listade i Catalogue of Life.